# Australia en los Juegos Paralímpicos de Salt Lake City 2002
Australia estuvo representada en los Juegos Paralímpicos de Salt Lake City 2002 por seis deportistas masculinos.

## Medallistas
El equipo paralímpico australiano obtuvo las siguientes medallas:
| Nombre         | Deporte      | Evento                         |
| -------------- | ------------ | ------------------------------ |
| Oro            |              |                                |
| Michael Milton | Esquí alpino | Descenso LW2 masculino         |
| Michael Milton | Esquí alpino | Eslalon LW2 masculino          |
| Michael Milton | Esquí alpino | Eslalon gigante LW2 masculino  |
| Michael Milton | Esquí alpino | Supergigante LW2 masculino     |
| Bart Bunting   | Esquí alpino | Descenso B1-3 masculino        |
| Bart Bunting   | Esquí alpino | Supergigante B1-3 masculino    |
| Plata          |              |                                |
| Bart Bunting   | Esquí alpino | Eslalon gigante B1-2 masculino |
| Bronce         |              |                                |
| —              |              |                                |